# Aïda Ali Ouala
Aïda Ali Ouala, née le 3 juillet 1990, est une judokate marocaine.

## Carrière
Dans la catégorie des moins de 63 kg, Aïda Ali Ouala est médaillée de bronze aux Championnats d'Afrique de judo 2008  et aux Championnats d'Afrique de judo 2010 et médaillée d'argent aux Jeux de la Francophonie 2009.